# گنتوکو
گنتوکو (به ژاپنی: 元徳 Gentoku)، نام یک عصر تاریخی ژاپنی بود. این عصر بعد از کاریاکو و قبل از گنکو (۳۴-۱۳۳۱) قرار داشت و از اوت ۱۳۲۹ تا آوریل ۱۳۳۱ میلادی در دربار جنوبی به طول انجامید اما تا سال ۱۳۳۲ در دربار شمالی مورد استفاده قرار گرفت. امپراتور ژاپن در طی این عصر امپراتور گودایگو بود.